# Пит Палтьенс
Пит Палтьенс (настоящее имя Франсуа Хаверсмидт; 14 февраля 1835, Леуварден — 19 января 1894, Схидам) — нидерландский пастор и писатель.
Родился в семье виноторговца и фармацевта Николаса Теодора Хаверсмидта. Окончил гимназию в родном городе, в 1851 году поступил в Делфтский университет, а спустя год перевёлся в Лейденский университет, где изучал кальвинистское богословие; завершил обучение в 1858 году. После рукоположения в сан был последовательно пастором в Фаудгуме и Рарде (1858—1862), Ден-Хелдере (1862—1864) и с 1864 года до конца жизни в Схидаме. Писать стихи начал ещё со студенческих лет. Будучи с детских лет склонным к меланхолии и не испытывая радости от пасторского служения, на протяжении жизни погружался во всё более глубокую депрессию, что отражалось и на мотивах в его поэтическом творчестве. В 1864 году женился на женщине, с которой познакомился на свадьбе у друга; в 1891 году она умерла, спустя три года Хаверсмидт покончил жизнь самоубийством, повесившись в своей спальне.
Существенную часть своих работ написал под псевдонимом «Пит Пальтьенс»; чаще упоминается как поэт, хотя его перу принадлежит и несколько прозаических произведений. Большая часть его наследия публиковалась лишь в журналах или же осталась в рукописях, при жизни было издано лишь небольшое их число; вместе с тем его творчество пользовалось у читателей определённой известностью и популярностью. Более всего известен сборником своих студенческих стихов, изданных в 1867 году под заглавием «Snikken en grimlachjes, poëzie uit den studententijd van Piet Paaltjens» (8-е издание — 1904 год), а также как предполагаемый кандидат в авторы Ура-Линда, знаменитого фальшивого фризского манускрипта, обнаруженного в XIX веке. Под его настоящим именем изданы сборник коротких рассказов «Familie en kennissen» и цикл проповедей «Uit geest en gemoed». Его биография была составлена Яном Бринком в 1894 году.